# Unitat 8200

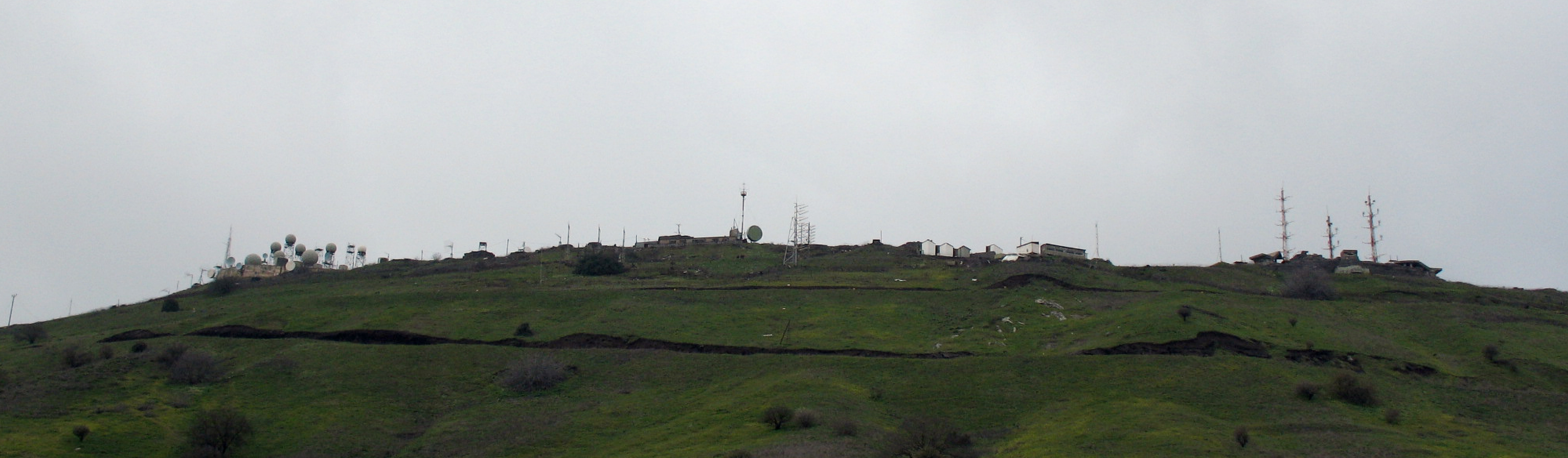
Base de la Unitat 8200 a la Muntanya Avital

La Unitat 8200 (en hebreu: יחידה 8200) (transliteració: Yehida shmone matayim) és una unitat militar que pertany al Directori Militar d'Intel·ligència d'Israel de les Forces de Defensa d'Israel, la seva missió és la captació de senyals d'intel·ligència militar i el desxifrat de codis. També se la coneix en publicacions militars com la Unitat Central de Recol·lecció del Cos d'Intel·ligència, i anteriorment va ser coneguda com la Unitat 515 i posteriorment, Unitat 848.
És una unitat de les FDI i disposa de milers de soldats. Les seves funcions són similars a l'Agència de Seguretat Nacional (NSA) dels Estats Units, tot i que en el cas d'aquesta agència, es tracta d'un organisme civil.
La base militar d'Urim (Sigint) és la instal·lació militar més important per a la captació de senyals d'intel·ligència i forma part de la Unitat 8200. La base d'Urim es troba en el desert del Nègueb, a aproximadament 30 km de Beerxeba.
En març de 2004, la comissió per a la recerca de les xarxes d'intel·ligència creada després de la Guerra de l'Iraq va recomanar la conversió de la unitat en una Agència Nacional de caràcter civil, com en altres països occidentals, però en arribar 2011 no s'havia produït el canvi. La Unitat 8200 és comandada per un general de brigada la seva identitat es considera informació classificada.
En 2009, Ronen Bergman va desvetllar en un llibre que una bomba d'Hesbol·là, camuflada sota l'aparença d'un telèfon mòbil va explotar en la caserna general de la Unitat 8200 en febrer de 1999. Dos oficials van resultar ferits.
En 2010, el New York Times citant com a font de la informació a "un antic membre de la comunitat d'intel·ligència dels Estats Units" va publicar que la Unitat 8200 va estar involucrada en la fallada de la xarxa siriana de radars que es va produir abans de l'atac efectuat per les Forces Aèria Israeliana a un reactor nuclear militar sirià. Alguns especialistes apunten a la Unitat 8200 com la responsable del desenvolupament del cuc informàtic Stuxnet.